# Няневка
Няневка (укр. Нянівка) — село на Украине, находится в Малинском районе Житомирской области.
Код КОАТУУ — 1823483603. Население по переписи 2001 года составляет 165 человек. Почтовый индекс — 11600. Телефонный код — 4133. Занимает площадь 2,03 км².

## Адрес местного совета
11600, Житомирская область, Малинский р-н, с.Ивановка